# Šehzade Ömer

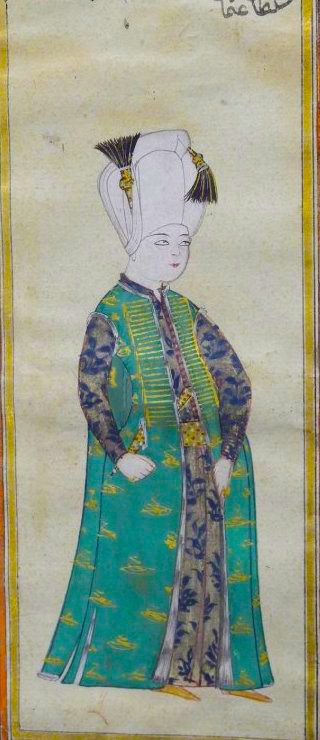
Otec prince Ömera, sultán Osman II.

Šehzade Ömer (20. října 1621 – leden 1622) byl osmanský princ a následník trůnu. Byl synem sultána Osmana II.

## Život
Narodil se 20. října 1621 sultánovi Osmanovi II. a jeho ruské konkubíně Meyl-i Şah Hatun. Sultán se o narození potomka dozvěděl během cesty do Edirne a nechal po celé říši vyhlásit oslavy narození syna. Konkubínu, která syna porodila nechal zavolat do Edirne, aby svého syna mohl vidět. Při oslavách jeho narození u něj nastali zdravotní komplikace. Nic netušící lidé dále oslavovali, což se sultánovi nelíbilo. Nedlouho po narození Ömer zemřel. Někteří historikové tvrdí, že dítě umřelo na šok z výbuchu kanónů.
Princ Ömer byl zobrazen v několika Hammerových hrách, které byly o otci a jeho konkubíně, která Ömera porodila. Hammerova hra však není podle pravdy, pouze se inspiroval historií. On sám věřil, že dítě zemřelo kvůli vrozené vadě, kterou podědilo po svém otci. Šehzade Ömer byl jediné dítě, které sultán Osman II. s konkubínou Meyl-i Şah zplodil.